# Oil City (Louisiane)
Oil City est une ville de la paroisse de Caddo, dans l'État de Louisiane, aux États-Unis,. En 2020, elle compte une population de 901 habitants.

## Démographie
Lors du recensement de 2010, la ville comptait une population de 1 008 habitants, tandis qu'en 2020, elle s'élève à 901 habitants.